# José Ferreiro Júnior
José Ferreiro Júnior ou  José Ferreiro (Filho) de seu nome batismal José Vargues Prazeres (Bordeira, Santa Bárbara de Nexe, 28 de fevereiro de 1915 - Brasil, 12 de dezembro de 1964) foi um acordeonista português.[carece de fontes?]

## Biografia
Filho do também acordeonista José Ferreiro e de Maria dos Prazeres,[carece de fontes?] de seu nome verdadeiro José Vargues Prazeres.
Muito jovem, já envergando o traje dos ranchos, já mostrava a sua habilidade com o acordeão, que ostentava o nome verdadeiro do seu pai José das Neves Vargues. Começou a actuar juntamente com o pai muito jovem. A sua formação musical foi complementada pelas aulas que lhe deu o músico Manuel Guerreiro de São Brás de Alportel. Além dos corridinhos, também tocou valsas, e outros género de música.[carece de fontes?]

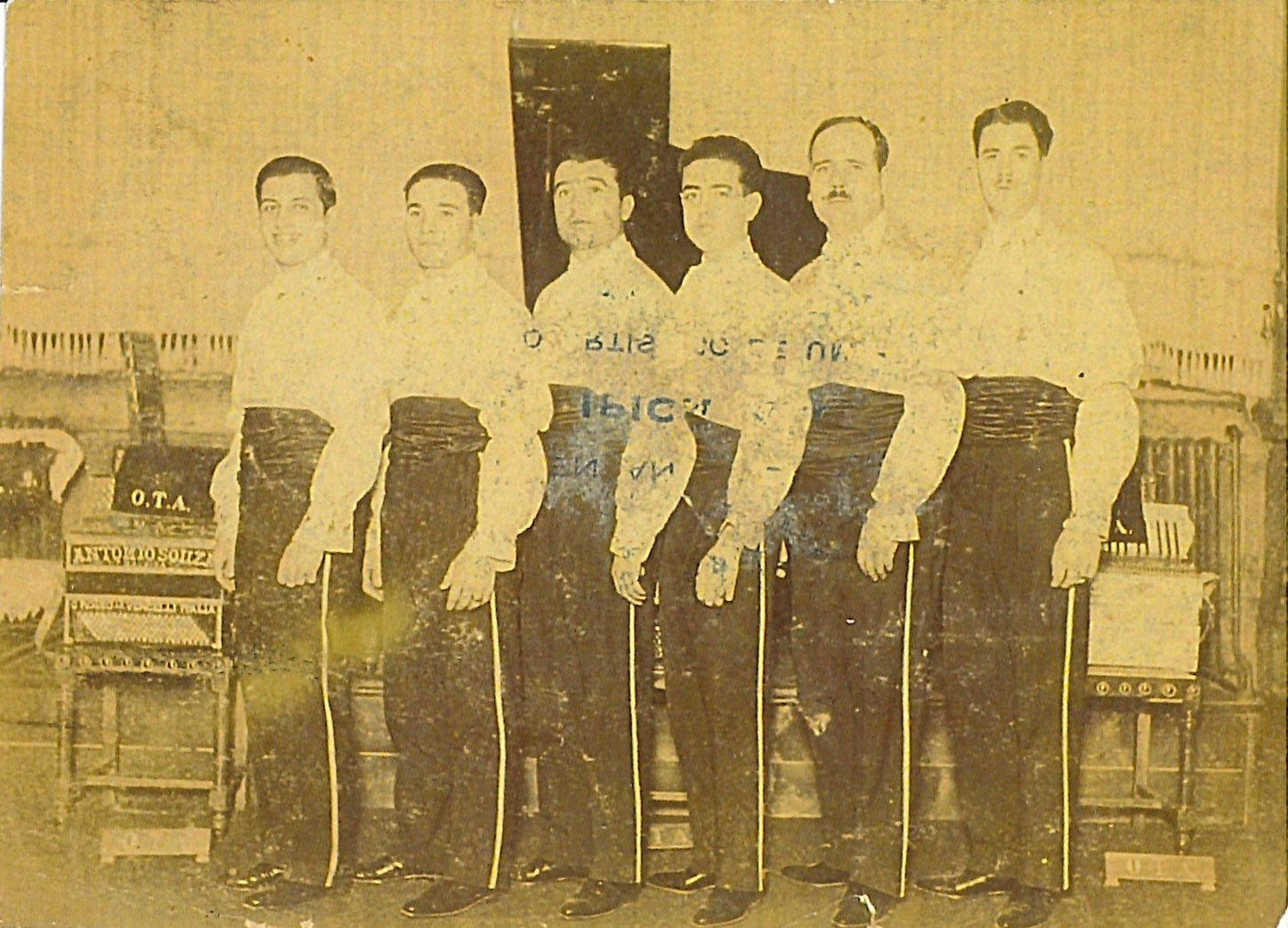
Orquestra Tipica Algarvia,em 1932

A primeira grande atuação dá-se em 1932, na Exposição Industrial em Lisboa, em que José Ferreiro Pai e Filho, juntamente com mais dezasseis acordeonistas, estiveram na génese do Grupo Folclórico de Faro, fundado em 10 de Junho de 1930.[carece de fontes?]
Em 1932 fez parte da Primeira Orquestra Típica Algarvia, dirigida pelo maestro Frederico Valério. Há muito pouco tempo, soube-se, que nos finais dos anos vinte, aprendeu música, com o músico Manuel Guerreiro de S.Brás do Alportel e também não se sabia da existência desta Orquestra. Exibiu-se com grande êxito, no Club Maxim's, Teatro de São Carlos, Palácio das Belas Artes, "Hotel Palace (Estoril)", e do Rancho Algarvio, no Parque Eduardo VII, por ocasião da Exposição.
Casou-se em 1937 com Assunção da Palma, natural de São Brás de Alportel. Desse casamento nasceram quatro filhos: Verónico Vargues, Maria de Jesus Vargues, José Vargues e Maria Antonieta Vargues.
Pai e filho "fizeram inúmeras aparições na Emissora Nacional" e atuações em bailes. Em 1954 partiu para Lisboa de Bordeira onde se manteve algum tempo.[carece de fontes?]
Este artista foi um compositor que consta no arquivo histórico da Radiodifusão Portuguesa e na Sociedade Portuguesa de Autores, como intérprete e compositor.
Faleceu em um acidente de aviação, no Brasil.

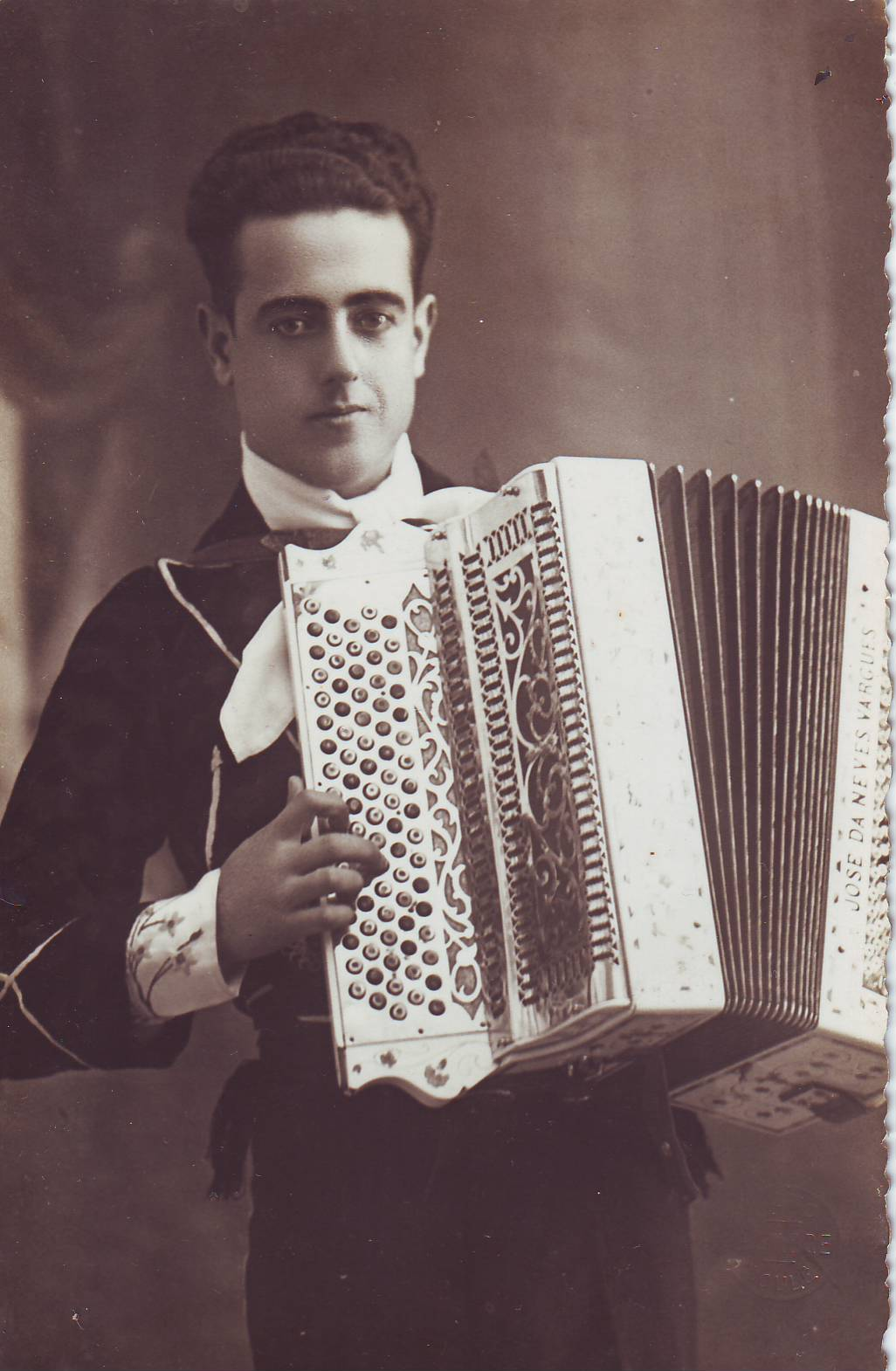
José Ferreiro, em 1932.

## Gostava de tocar em duo
José Ferreiro Júnior sentia-se bem artisticamente a tocar em conjuntos ou em duo, pois começou a fazê-lo com o seu pai em espectáculos e em disco, com o nome Os Ferreiros.
Entrou nas duas orquestras típicas de acordeão Algarvias, continuou em duo com o José Marum, ainda teve a sua orquestra, em que entrou também o seu pai José Ferreiro. Mas a crise do acordeão estava aí, pelos anos cinquenta e a falta de recursos financeiros foi forte.
Partiu a caminho do Brasil. No Brasil continuou a tentar impôr-se a solo, mas desistiu. O seu pai gravaria em 1959, a solo, o tema Os Ferreiros, a recordar a dupla com o seu filho. Já no final dos anos quarenta ele fez várias gravações a solo. Que se saiba e segundo a Gravadora Valentim de Carvalho, um disco de 78 rotações, com um vira "Mocidade"(página nº131 do livro "As Obras de José Ferreiro Pai e Filho,da autoria de Hermenegildo Guerreiro e Nelson Conceição e uma Marcha "Maria Antonieta"(do mesmo livro pag.nº126.[carece de fontes?]
Dedicou-se ao ensino e continuou sempre a compôr.

## Percurso artístico

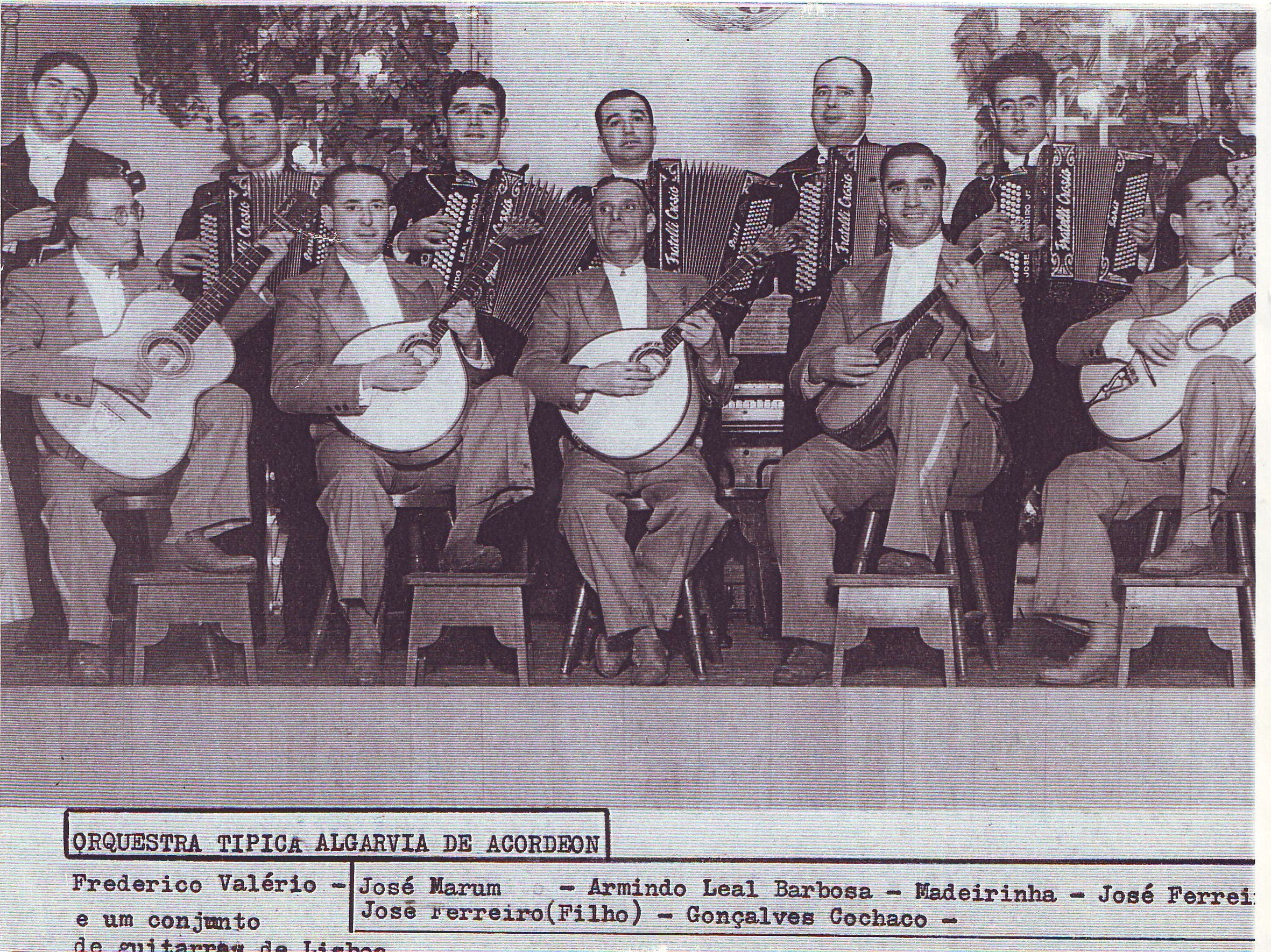
Orquestra Típica de Acordeon, em Lisboa, no ano de 1936.

Em 1936, fez parte da segunda Orquestra Típica Algarvia, João Pires,o declamador farense, falou de José Ferreiro (Pai), na sua homenagem em 2002, dirigida pelo maestro João Nobre,[carece de fontes?] natural de Faro, a qual fez um grande sucesso, tendo atravessado fronteiras, atingindo terras de França, atuando em Paris, nos Campos Elíseos.[carece de fontes?]
Também com o seu pai, percorreu o país actuando em várias salas de espectáculo. Notoriamente, em Castelo Branco, em que deslumbraram e comoveram Eugénia Lima, que tinha apenas seis anos de idade e assim despertou aquela menina para o acordeão, pois só conhecia as concertinas, que viria a tornar-se uma exímia acordeonista, tornando-se famosa em todo o país e estrangeiro. Em 1937, integrava a Orquestra Típica Algarvia conjuntamente com o seu pai  de que faziam parte mais cinco acordeonistas. Sendo portanto dos mais exímios acordeonistas do Algarve, de que fazia parte também o António Madeirinha.
Formou com o seu pai um duo que gravaram uma grande série de discos com o nome de Os Ferreiros, com inúmeros êxitos, ora da sua autoria ora da autoria do seu pai. Foram os grandes impulsionadores do corridinho e ficariam registados na memória das pessoas por isso.
Fora das gravações tinham as actuações a solo e em Duo. mas por vezes confundem, pois não se lembram se era o pai ou o filho.
- Jornal "O Encontro" (jornal nº4 de outubro de 1971, pag.2
- Em ligações externas, podemos ler uma publicação na revista da Grande Gala de Acordeão, uma fotografia da Orquestra Típica de Acordeão Algarvia, onde podemos ler os nomes dos acordeonistas, que entre eles aparece, José Ferreiro e José Ferreiro Júnior.
- Em ligações externas, podemos ver no jornal "Avezinha"
- Em ligações externas, podemos ouvir Eugénia Lima dizer numa entrevista, que foi José Ferreiro, que lhe mandou o primeiro acordeão cromático, depois de ter ouvido tocar em Castelo Branco "Os Ferreiros", pai e filho.

## O duo com José Marum

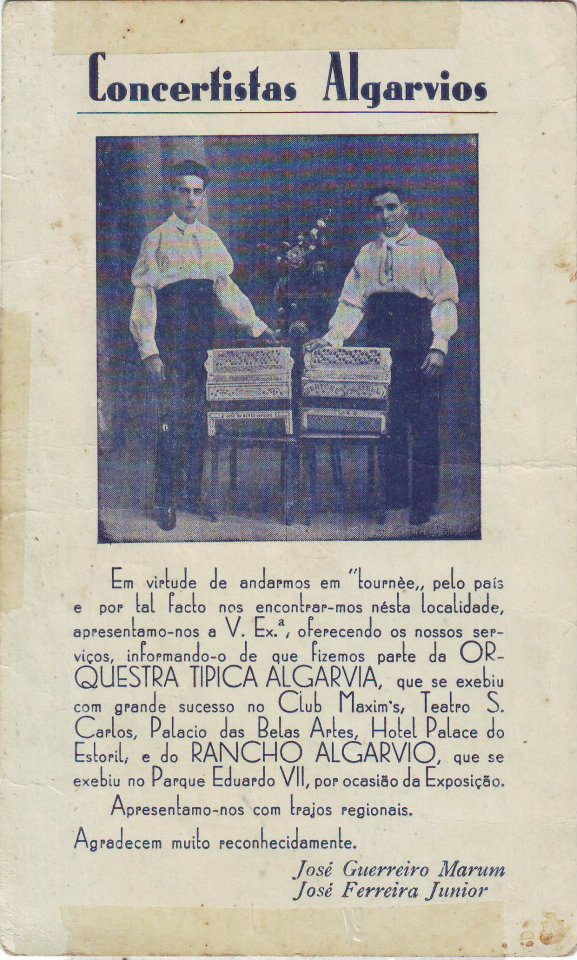
José Ferreiro Júnior e José Marum, em 1932

Não era conhecido este duo formado por José Ferreiro Júnior, com José Marúm,[carece de fontes?] que decidiram formar, depois de terem participado na 1ª.Orquestra Típica de Acordeão Algarvia,pois na imprensa mais recente, não era referida esta faceta.Este Duo, integrou com os acordeonistas José Brito (Areeiro) e Francisco Brito. a Tuna 1º Janeiro, que participou no Carnaval de Loulé em 1941, tendo sido muito apreciado pela crítica Só em 2012, ano da homenagem que foi feita a José Ferreiro & Filho, foi conhecido este prospeto, quase cinquenta anos depois da sua morte, que anunciava a disponibilidade destes acordeonistas algarvios para atuarem, envergando os trajes regionais do Algarve.
Percorreram o país  actuando nas diversas salas de espetáculo,que já tinham atuado, aquando integrados na 1ª Orquestra Tipica Algarvia.

## Espectáculos ao ar-livre

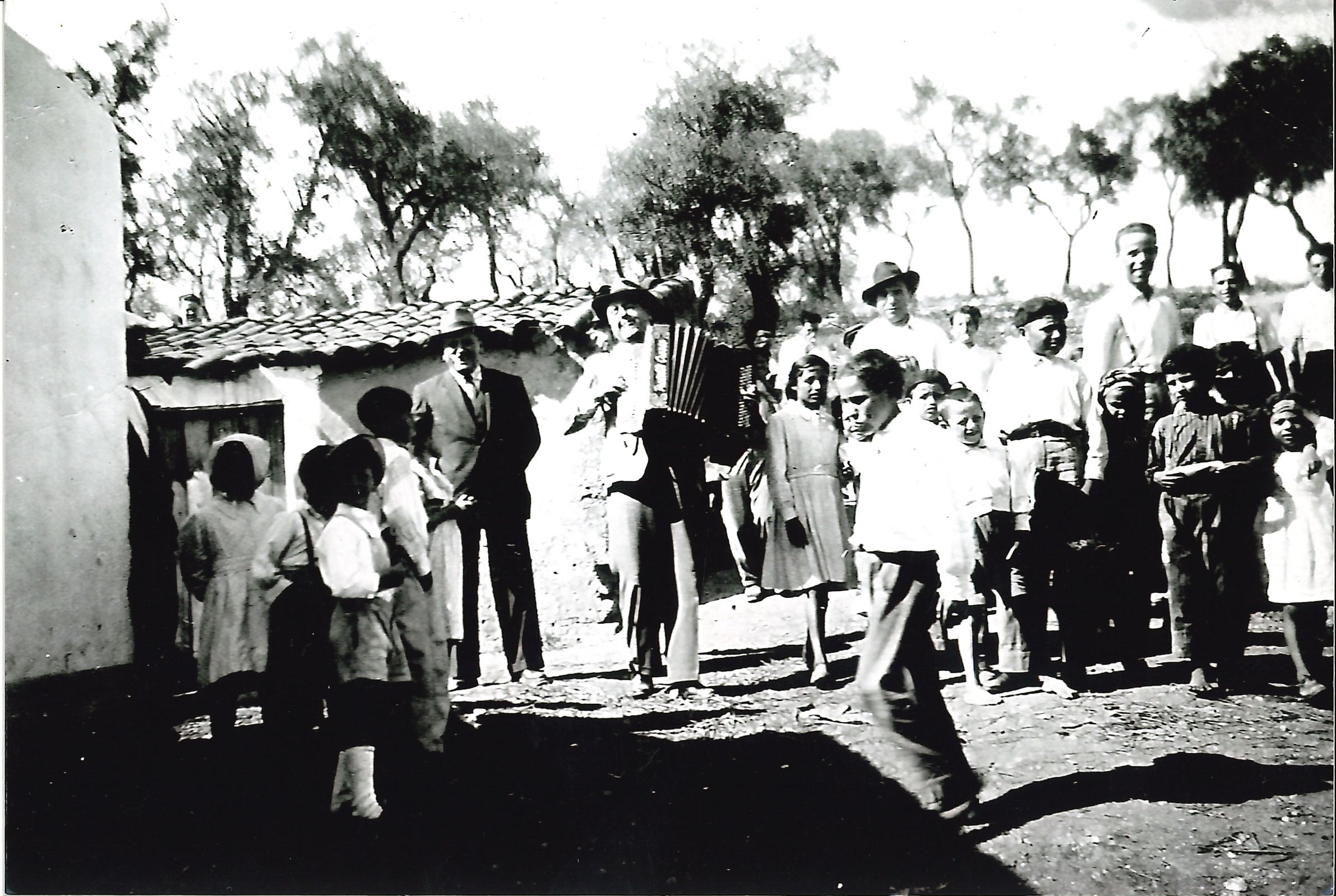
José Ferreiro (Filho) em Bordeira nos anos 40

Era também muito usual intervir com o seu acordeão em espectáculos ao ar-livre, pois o acordeão nas décadas de 1930 e de 1940, tinha um grande impacto perante o público e os próprios acordeonistas famosos, eram olhados com muita admiração e respeito.
Em Lisboa também contrata a Eugénia Lima, precisamente em 1946 para vir actuar na Feira Popular de Loulé, em colaboração com o então Presidente da Câmara, que resultou num grande êxito. Pois para além de ser mulher, portanto novidade em termos de acordeonista, trazia novas técnicas, que deu novo fôlego ao acordeão. Mas esta nova faceta não lhe trouxe a recompensa que desejaria, pois o acordeão já estava em declínio e os espectáculos já não tinham a rentabilidade desejável, pelo que arrepiou caminho.

## José Ferreiro Júnior em eventos

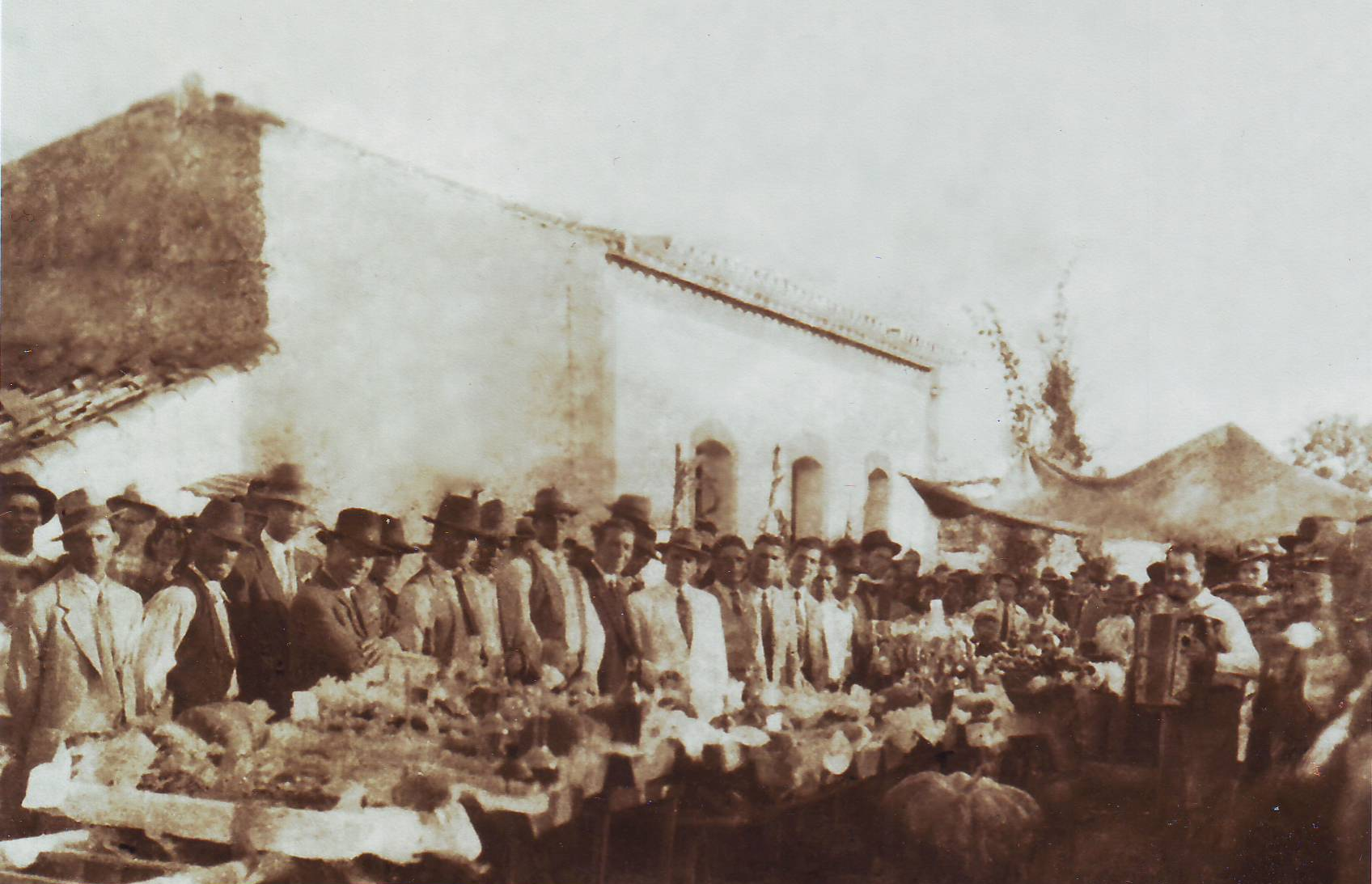
José Ferreiro (Filho) num ofertório algures no Algarve, em 1945

É de realçar estes eventos de grande importância a que ele era chamado. Era uma festa,tipo Ofertório. A casa fazia parte de um monte-algarvio, como se costuma chamar a uma casa isolada e com terras em volta. Estes acontecimentos eram muito usuais, naquela época em que o acordeonista ainda dominava.É esta tradição que se foi perdendo, dando lugar aos conjuntos.
- Jornal "A Avezinha" pág.2 de 6-09-2007

## Emigra para oBrasil

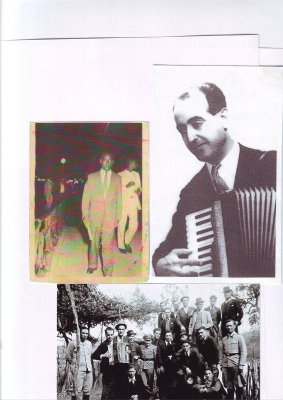
José Ferreiro (Filho), no Algarve e Brasil.

Como muitos artistas portugueses, parte para o Brasil em busca de novas perspectivas de vida,
Em 1954 parte para Lisboa, mantendo-se aí cerca de um ano. Ainda em 1954, desembarca em 8 de Junho no navio "Salta" no porto do Rio de Janeiro no Brasil em busca de novos horizontes.
Pouco depois de desembarcar no Rio de Janeiro deu uma entrevista à Redação da Voz de Portugal, e podemos ler num recorte do jornal do Rio de Janeiro que descreve que já tinha visitado alguns países da Europa, nos quais actuou na França, em Paris, no célebre Teatro dos Campos Elíseos.
Entre 1954 e 1964, data da sua morte, José Ferreiro Júnior, confrontou-se com sérias dificuldades. Ele ia munido com as suas músicas, tipicamente algarvias e não só, pois as suas melhores composições, foram levadas, que ele pensou que poderiam ter sucesso e dada a dimensão do país, seria muito vantajoso, se qualquer das música fosse sucesso.
Pensa-se que ele se dedicou a compôr música sacra e estava a preparar-se para vir dar um concerto em Portugal. Não se soube mais sobre este projecto. Entretanto também se soube, que para subsistir, foi professor de acordeão. Para isso teve de adaptar-se ao acordeão de teclas e também chegou a ser vigilante.
- Jornal A Avezinha , pag.8 de 11-01-2007- A sua biografia

## Compositor

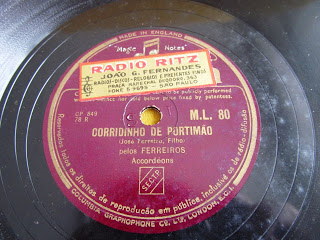
Disco Os Ferreiros, na década de 1940, Corridinho de Portimão,da autoria de José Ferreiro,Filho

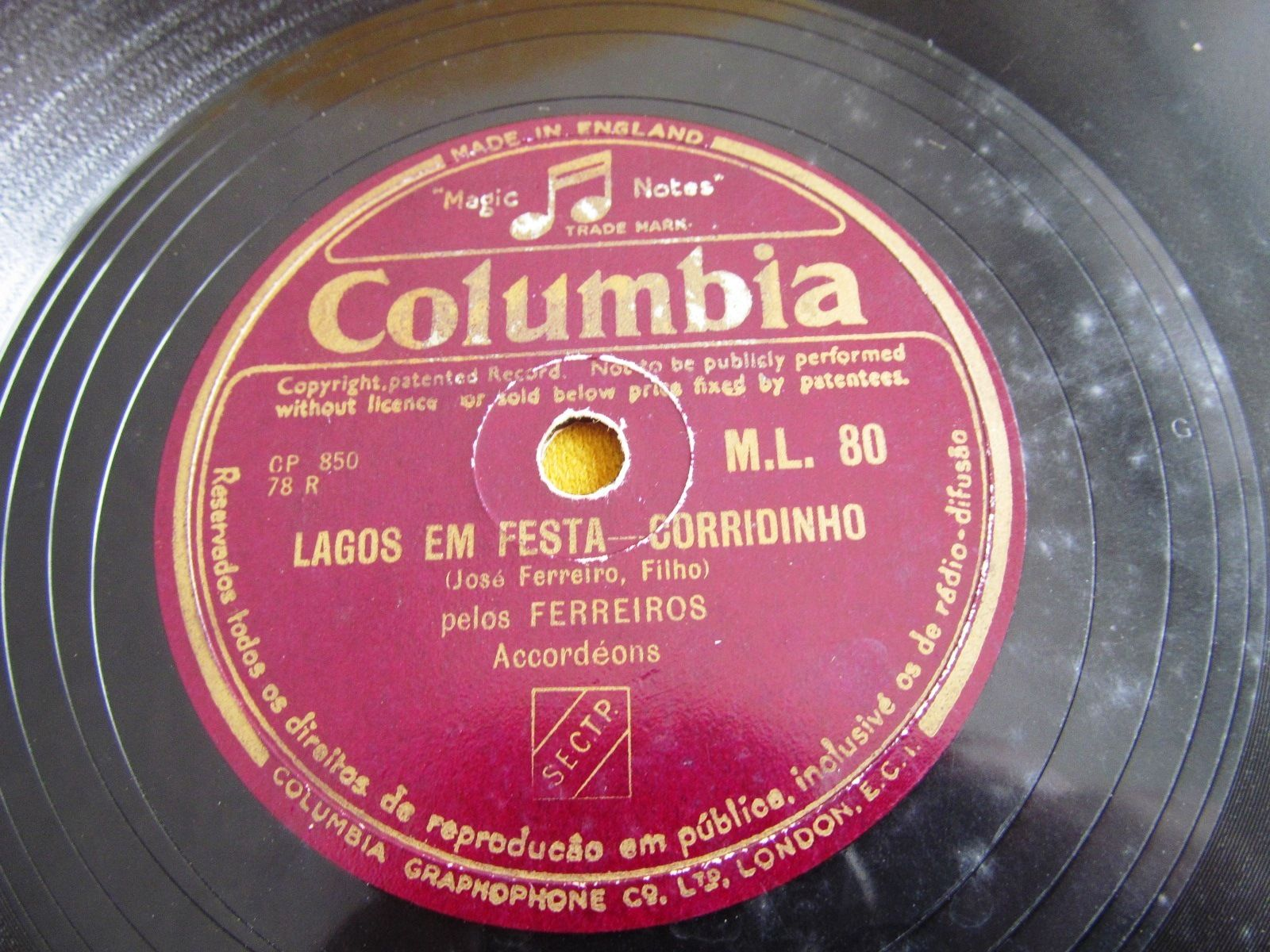
Disco Colúmbia de 78 rot.,na década 40,Lagos em Festa-corridinho,da autoria de José Ferreiro,Filho

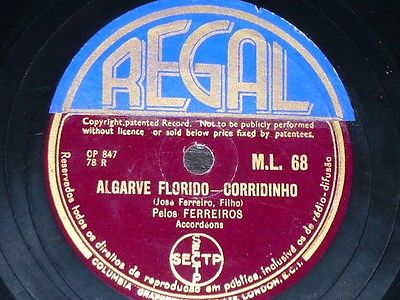
Algarve Florido,gravado pelos Ferreiros,da autoria de José Ferreiro,Filho(década 40)

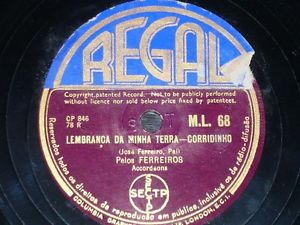
gravação pelos ferreiros do corridinho Lembrança da Minha Terra,na década 40,da autoria de José Ferreiro (Pai)

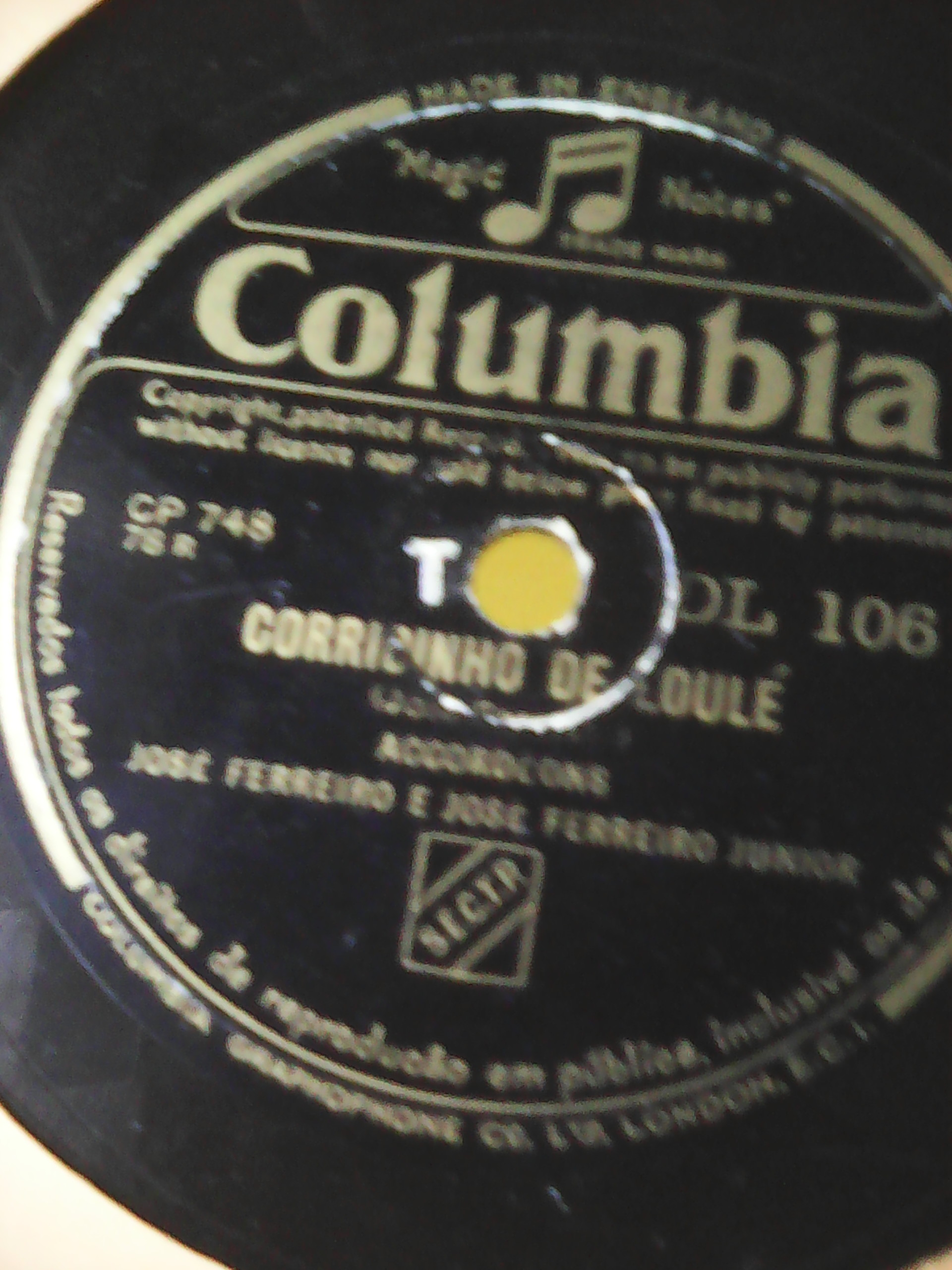
gravação Colúmbia do corridinho de Loulé,da autoria de José Ferreiro,por José Ferreiro e José Ferreiro Júnior,na década 30/40

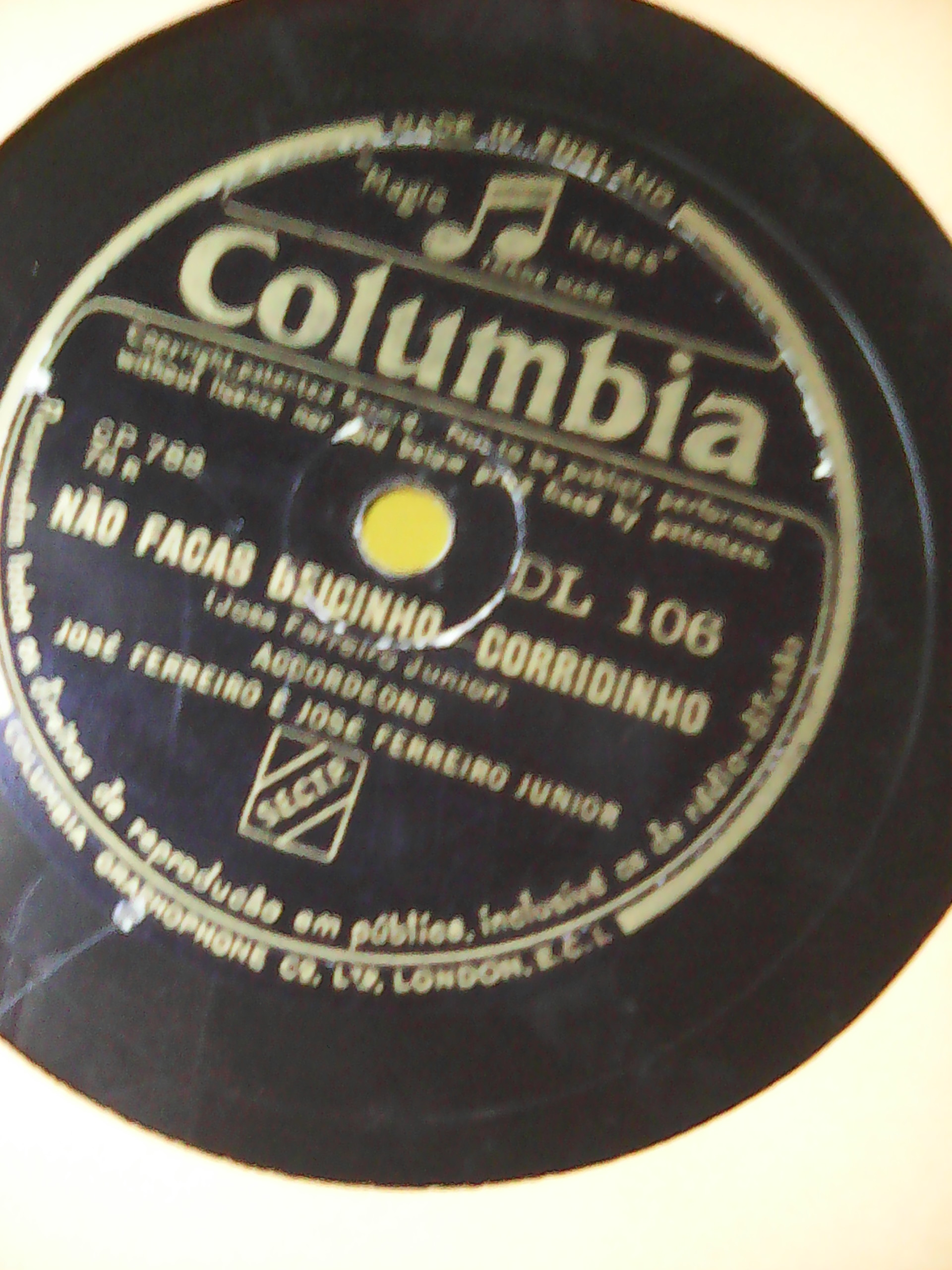
gravação Colúmbia do corridinho Não Faças Beicinho,da autoria de José Ferreiro Junior,por José Ferreiro e José Ferreiro Júnior, na década 30/40

José Ferreiro Júnior, nas décadas de 1930 e 1940, no auge da sua carreira de acordeonista, compunha as suas músicas, que interpretava nos bailes e que gravava. Foram composições tipicamente algarvias, em que predominavam os corridinhos] Quando se fala dos corridinho, os Ferreiros são lembrados e com muita justiça.
As composições de sua autoria são: Alegre Mocidade-Corridinho, Alegrias do Algarve-fado, Alegrias de Portugal-fado, Algarve Florido-corridinho, Alma Minhota-marcha, Amendoeiras-corridinho, Amendoeiras em Flor-corridinho, Ao Tocar das Guitarras-fado,Arredores de S.Brás-corridinho, Brinquinho-fado, Campinas de Faro-corridinho, Corridinho da Fuzeta-corridinho, Corridinho de Albufeira-corridinho, Corridinho da Bordeira-corridinho, Corridinho de Loulé-corridinho, Corridinho de Portimão-corridinho, És do Algarve-corridinho, Fado Ferreirinho-fado, Fado Palma-fado, Flores de Monchique-corridinho,Lagos em Festa-corridinho, Linda Minhota-vira, Maria Antonieta-marcha, Mau Sistema-fado, Mimoso-corridinho, Mocidade-vira, Mocidade Bordeirense-corridinho, Mouraria em Festa-fado, Não Faças beicinho-corridinho, P'ra Minha Noiva-corridinho, Praia da Rocha-corridinho, Raparigas de Loulé-corridinho, Ri-te para Mim-marcha, Uma Noite em Paris-valsa.
As composições em partitura, constam na Sociedade Portuguesa de Autores e no livro "As Obras de José Ferreiro Pai & Filho" nas pag.4 e 5, da autoria de Hermenegildo Guerreiro e Nelson Conceição.
Também se dedicou ao fado, tendo composto alguns que denominava com nomes tipicamente lisboetas, como: O Tocar das Guitarras, Mouraria em Festa, Alegria de Portugal, Mau Sistema, Fado Palma, Fado Ferreirinho, Brinquinho. Quanto a outro género de música, a valsa "Uma Noite em Paris", a marcha Ri-te para Mim e Alma Minhota, etc.
- SPA
- Em ligações externas podemos ouvir algumas das suas composições
- Em ligações externas, podemos ouvir a marcha Alma Minhota, escolhida pela Sociedade Recreativa Bordeirense, como a Marcha Popular de Bordeira de 2011
- A Marcha Ri-te para Mim, foi escolhida como Marcha Popular de Bordeira 2012 com letra de José Farias, podemos ouvi-la nas ligações externas em vídeo.

## Homenagem aos Ferreiros

Homenagem às Obras de José Ferreiro Pai & Filho, no Teatro das Figuras em 2012

Finalmente, José Ferreiro Júnior, e José Ferreiro (Pai), foram homenageados este ano 2012. Foram recordadas as suas composições e os êxitos que eles gravaram em conjunto, tanto em disco, como em palco.[carece de fontes?] As primeiras gravações dos Ferreiros Pai e Filho, foram feitos em conjunto e percorreram o país a fazer espectáculos em conjunto.Pois eles fizeram um Duo.
- Em referências podemos ouvir uma entrevista de Eugénia Lima. que ouviu José Ferreiro (Pai) e Filho em Castelo Branco e tinha apenas 6 anos de idade.
- O Teatro das Figuras em Faro, encheu com a homenagem dos Ferreiros,Pai e Filho[7]

Homenagem às Obras de José Ferreiro & Filho realizada na Sociedade Recreativa Bordeirense, que antecedeu à Homenagem aos artistas no Teatro das Figuras em Faro.

 Nesta homenagem destaca-se a sua relevância no panorama musical algarvio.
- "website sobre os acordeonistas homenageados"

## José Ferreiro Júnior e a Igreja Batista no Brasil
Na página oficial de José Ferreiro Júnior, está publicada uma carta, escrita em 27 de dezembro de 1954, a dar conhecimento que o irmão José Ferreiro Júnior, tinha sido baptizado, na Igreja de Lins e Vasconcelos e nela referia, tratar-se de um famoso acordeonista português. Nela ainda diz mais, que a sua chegada, foi assinalada por alguns jornais da cidade.[carece de fontes?]
Diz que a sua ida ao Brasil, tinha sido com o propósito de assinar alguns contratos de rádio, televisão e gravação, mas ao se converter, achou que deveria consagrar a sua arte] ao serviço do Evangelho e não apenas à conquista de bens materiais. Menciona que tinha servido diversas igrejas da cidade, especialmente em trabalhos de evangelização ao ar-livre, em que o acordeão, tocado por mãos de mestre, não podia deixar de atrair grande número de curiosos que, assim, tinham oportunidade também de ouvir a pregação do Evangelho.

## Publicação da Biografia de José Ferreiro Júnior

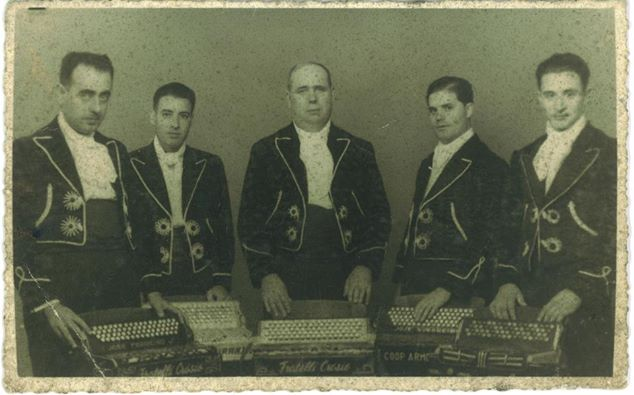
Orquestra de José Ferreiro Júnior,em 1947,

Na sua orquestra, que muitos desconheciam. José Ferreiro Júnior, é o 1º da esquerda , o António Anica é o 2º, em 3º é o seu pai José Ferreiro (Pai),em 4º o José Marúm, que fez parte das duas Orquestras Tipicas de Acordeon e em 5º, não sei o nome.
Da sua biografia salienta-se um facto que muito o interessou, que foram os fados que compôs.[carece de fontes?]
Quando integrou a Orquestra típica de acordeão algarvia, esta atuou durante uns  meses, em Lisboa. Fez parte também desta Orquestra um conjunto de guitarristas de Lisboa,O contacto com este meio inspirou-o a compor um conjunto de fados tipicamente lisboetas.[carece de fontes?]
Estes fados foram gravados em acordeão, a solo ou em conjunto com o seu pai.
- Jornal A Avezinha pag.08 de 11-01-2007- A sua biografia.
- Jornal A Avezinha pag.2 de 9-09-2010, podemos ler em ligações externas, a publicação de uma fotografia em que ele está ao lado esquerdo do seu pai, José Ferreiro, juntamento com personalidades, sobejamente conhecidas, Maestro Frederico Valério e outros acordeonistas, integrado numa Orquestra Típica Algarvia, para muitos desconhecida, no início dos anos trinta[carece de fontes?]

### Obra Publicada em "Melodias de Sempre"

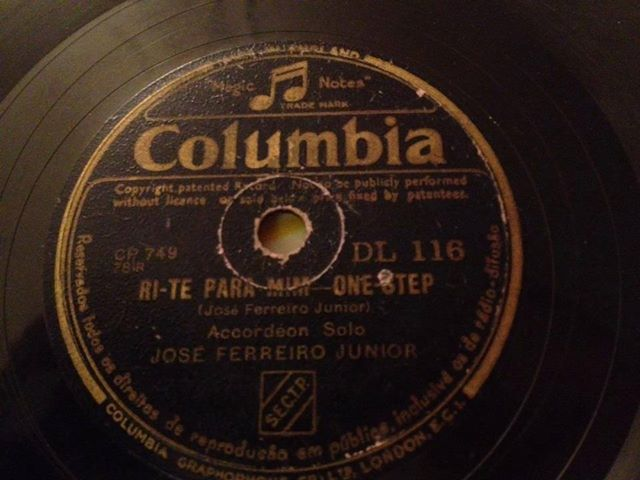
Disco de José Ferreiro Júnior,da marcha Ri-te para mim-Marcha Popular de Bordeira 2012,

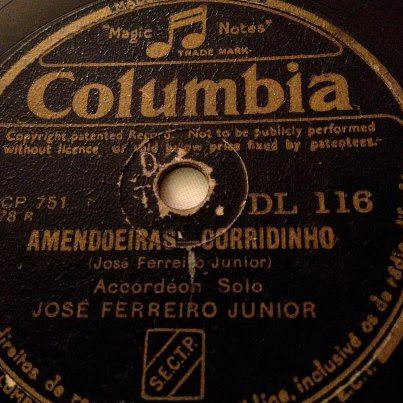
Disco de "Amendoeiras-corridinho José Ferreiro Júnior, em 1948

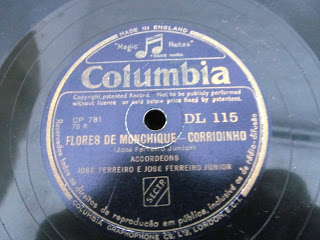
Gravação da autoria de José Ferreiro Junior, "Flores de Monchique"por José Ferreiro Junior e José Ferreiro, na década 30

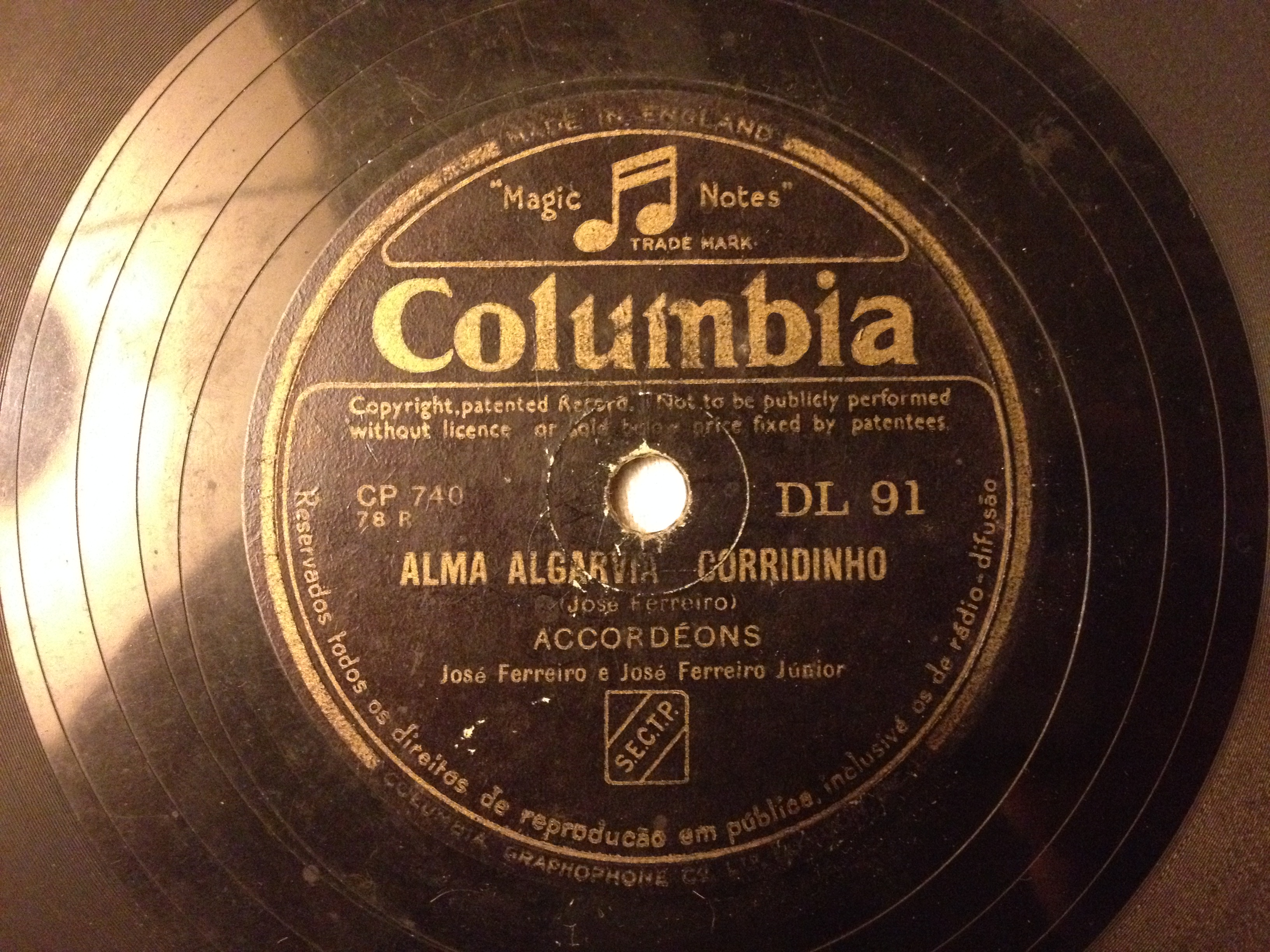
Gravação de José Ferreiro (pai) e josé Ferreiro Júnior, nos anos 40

- Ri-te Para Mim[carece de fontes?]

## Discografia
Foi publicado no livro "As Obras de José Ferreiro Pai & Filho, algumas gravações dos Ferreiros, que foram descobertas pelos seus autores.
- 1948 -  A Marcha "Maria Antonieta" e o vira "Mocidade", de José Ferreiro (Filho] e por José Ferreiro (Filho)-Colúmbia- Valentim de Carvalho
- 1936-1952 -Os Ferreiros - Portugal- Acordeão - Colúmbia. Série de discos gravados com o seu pai, José Ferreiro.

Recentemente, foram feitas recolhas das Obras de José Ferreiro Pai e Filho, mais gravações de 78 rotações, que não se tinha conhecimento[carece de fontes?]

discos de 45 rotações de José Ferreiro e disco de 78 rotações de José Ferreiro e José Ferreiro Júnior corridinho "Alma Algarvia", no outro lado "Dia de Festa"-corridinho imagem publicada no livro das Obras de José Ferreiro Pai & Filho, editado em 2014

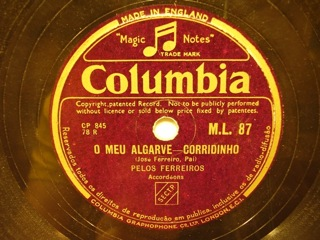
gravação em 78 rpm pelos Ferreiros, da autoria de José Ferreiro (pai)

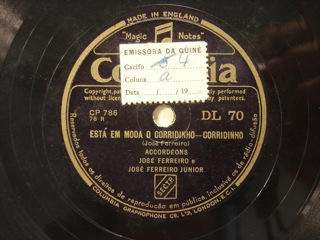
disco gravado pelos Ferreiros em 1936"Está em Moda O Corridinho"

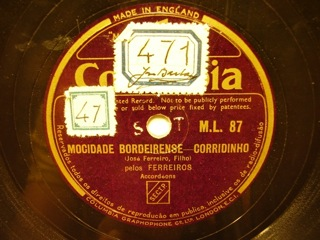
Mocidade Bordeirense corridinho da autoria de José Ferreiro Júnior

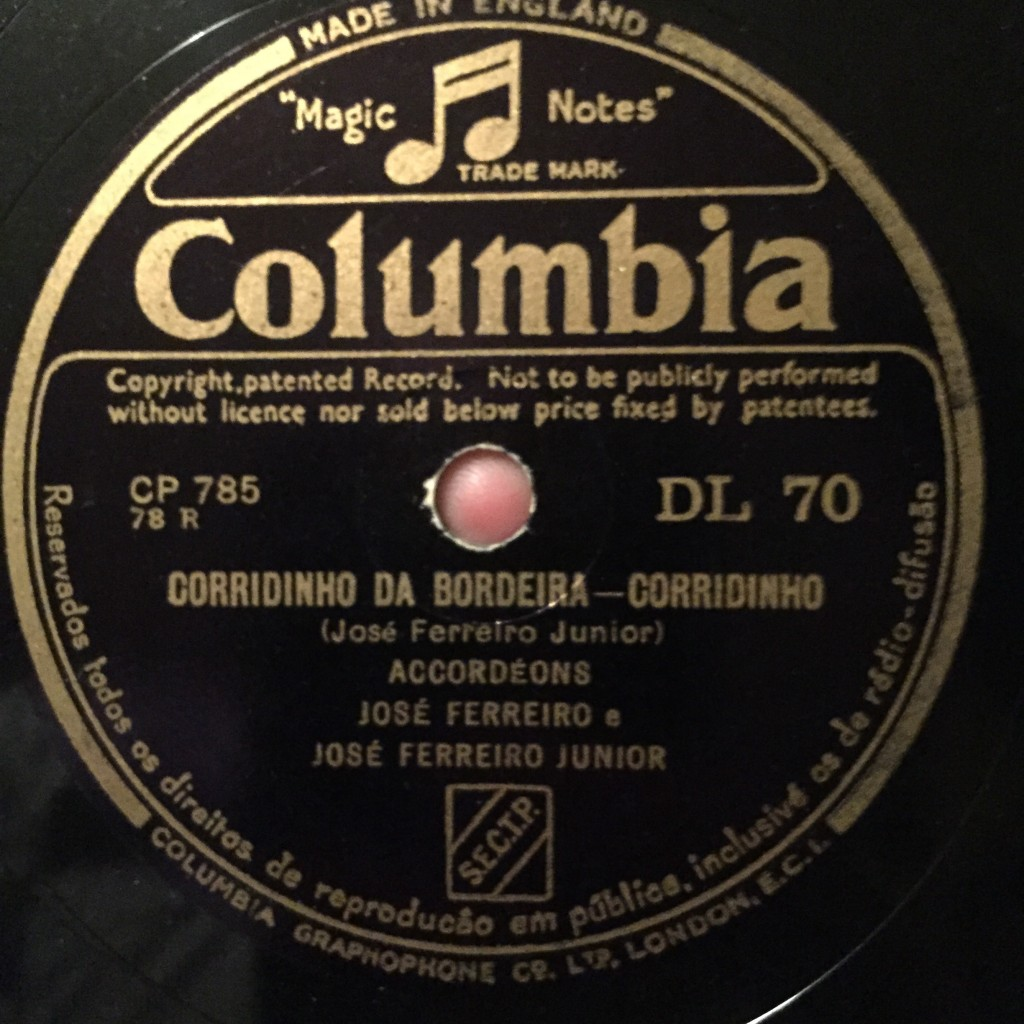
disco gravado pelos Ferreiros,"Corridinho da Bordeira"na década 30

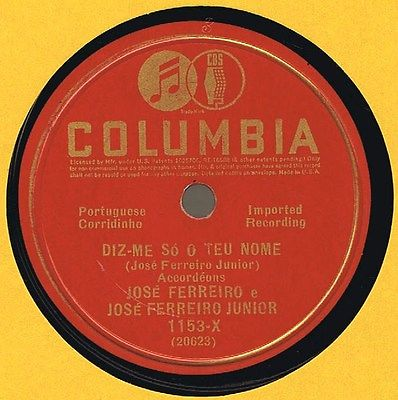
Disco gravado "Diz-me So o Teu Nome"-corridinho, pelos Ferreiros, Ano de 1936

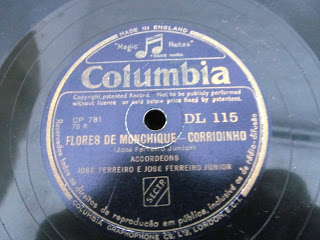
Gravação da autoria de José Ferreiro Junior, "Flores de Monchique"por José Ferreiro Junior e José Ferreiro, na década 30

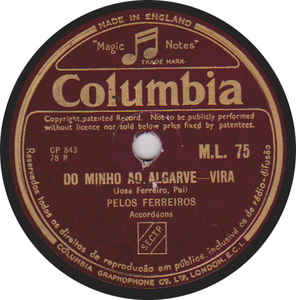
disco gravado pelo Ferreiros em 1940"Do Minho ao Algarve-vira"

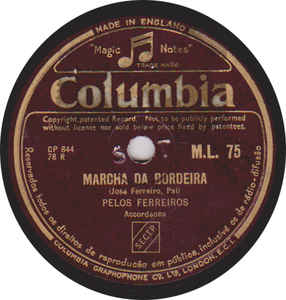
Disco gravado pelos Ferreiros "Marcha de Bordeira" em 1940

- 1936 -Ferreiros, "Corridinho, Diz-me só O Teu Nome, Colúmbia 1153X, em 78 rotações & Tudo Dança Minha Gente
- 1936 -Ferreiros, "Flores de Monchique" & Acordeões do Algarve, Portugal:Colúmbia, DL115
- 1936 -Ferreiros, "Alma Algarvia" & "Dia de Festa", Portugal:Colúmbia, DL 91
- 1936 -Ferreiros, "Corridinho da Bordeira & "Está em Moda o Corridinho, Portugal:Colúmbia, DL70
- 1936 -Ferreiros, "Corridinho de Portimão" & "Lagos em Festa, Portugal, DL 70
- 1936 -Ferreiros, "Mocidade Bordeirense" & "O Meu Algarve", Portugal:Colúmbia, DL 87
- 1936 -Ferreiros, "Do Minho ao Algarve" & Marcha de Bordeira, Portugal:Colúmbia, D.L. 75-CP 843 e CP 844[9]
- 1944 -Ferreiros, "Alma Minhota"-Marcha Columbia-Valentim de Carvalho- José Ferreiro Júnior
- 1944 -Ferreiro Júnior "Amendoeiras" & marcha "Ri-te para Mim", Colúmbia, DL 116
- 1940 -"Arredores de S.Brás-Corridinho José Ferreiro Júnior
- 1940 -"Brinquinho"-Fado - José Ferreiro Júnior
- 1941 -"A Caminho de Sevilha"-Pass Doble - José Ferreiro Júnior
- 1941 -"Campinas de Faro"-Corridinho - José Ferreiro Júnior
- 1941 -"Corridinho da Fuzeta"-  José Ferreiro Júnior
- 1941 -"Corridinho da Lagoa" - José Ferreiro Júnior
- 1942 -"És do Algarve?"-Corridinho - José Ferreiro Júnior
- 1942 -"Fado Carolino" - José Ferreiro Júnior
- 1942 -"Fado Ferreirinho" - José Ferreiro Júnior
- 1942 -"Fado Palma" - José Ferreiro Júnior
- 1943 -"Mau Sistema" - Fado - José Ferreiro Júnior
- 1943 -"Mouraria em Festa"- Marcha - Columbia Records - Valentim de Carvalho-  de José Ferreiro Júnior, pelos Ferreiros
- 1943 -"Mouraria em Festa"-Fado- Colúmbia - Valentim de Carvalho
- 1943 -"Praia da Rocha"- Corridinho - José Ferreiro Júnior
- 1944 -"O Tocar das Guitarras" -Fado - José Ferreiro Júnior
- 1944 -"Tu Sabes que te amo" - Fox - José Ferreiro Júnior
- 1944 -"Alegrias de Portugal"- Fado - José Ferreiro Júnior
- 1945 -Ferreiros, "Mimoso"-Columbia Records- Portugal - Valentim de Carvalho, de José Ferreiro Júnior
- 1945 -Ferreiros,- Columbia Records -DL117 1.Corridinho "Alegre Mocidade" e 2.Corridinho "P´ra Minha Noiva" de José Ferreiro Júnior
- 1948-Ferreiros, - Columbia Records-AHA182 1."Alegrias do Algarve" e 2."Corridinho de Albufeira
- 1948- Ferreiros, Columbia Records-CP 748-DL106 1. Corridinho "Não Faças Beicinho"de José Ferreiro Júnior e "CorridinhoCP748-DL106 Loulé"de José Ferreiro. Accordeons José Ferreiro e Jose Ferreiro Júnior
- 1948-Ferreiros, - Columbia Records 7.(CP846) e 8.(CP847) Corridinho "Lembrança da Minha Terra" de José Ferreiro (Pai) e corridinho "Algarve Florido" de José Ferreiro Júnior
- 1948-Ferreiros,Columbia Records 7.(CP1026) e 8.(CP1030) Corridinho "Flores do Sul" de José Ferreiro (Pai) e corridinho "Raparigas de Loulé" de José Ferreiro Júnior
- 1948-Ferreiros, - Columbia Records 9.(CP1027) e 10.(CP1032) Corridinho "Meus Anos" e corridinho "Roda Catrina" de José Ferreiro (Pai)
- 1948-Ferreiros, - Columbia Records 13.(CP1028) e 14.(CP1031) Corridinho "Rosas do Algarve" de José Ferreiro (Pai) e corridinho "Amendoeiras em Flor" de José Ferreiro Júnior
- 1948-Ferreiros, - Columbia Records (AHA225) Valsa "Uma Noite em Paris" e vira "Linda Minhota" de José Ferreiro Júnior.